# 鹂鹃鵙
鹂鹃鵙（学名：Campephaga oriolina）是山椒鸟科鹃鵙属的一种，分布于喀麦隆、中非共和国、刚果共和国、刚果民主共和国、加蓬和尼日利亚。其自然栖息地为亚热带或热带的湿润低地森林。